# Adrian Georgescu (deputat)
Adrian Georgescu (n. 1 mai 1922) este un politician român, fost deputat în legislatura 1990-1992, ales în municipiul București pe listele partidului FSN.